# Kapela u Ljepunicama
Kapelica na groblju u Ljepunicama je rimokatolička kapela na groblju. Ima status spomenika kulture. Zbog starenja, oronula je i zahtijeva obnovu. Osobito je ugrožen crijep koji je već dotrajao. Pripada pripada župi sv. Franje Asiškog u Šikari.
Objekt je kulturno-povijesne baštine u ruralnom području Grada Tuzle. Kapela je pod zaštitom države. Zaštićena je baština.